# Lucidina glaber
Lucidina glaber là một loài bọ cánh cứng trong họ Đom đóm (Lampyridae). Loài này được Kleine miêu tả khoa học năm 1950.